# Aeroportul Pitts Town
Aeroportul Pitts Town (IATA: PWN, ICAO: MYCP) este un aeroport din Bahamas.
Situat la o altitudine de 2 m, aeroportul dispune de o singură pistă.